# Plaza Nikola Pašić

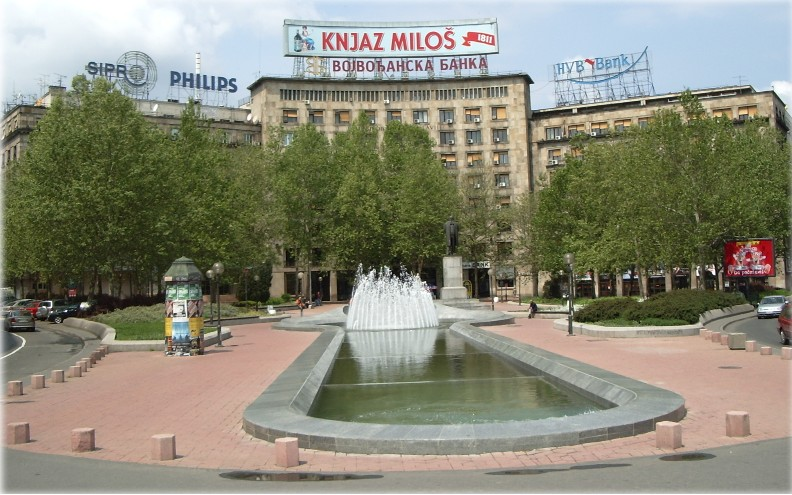
La Plaza Nikola Pašić.

La plaza Nikola Pašić (en serbio, Трг Николе Пашића / Trg Nikole Pašića) es una de las plazas más importantes de la ciudad de Belgrado, Serbia.

## Localización
La plaza se sitúa en el municipio de Stari Grad, en el barrio de Terazije. En esta plaza empieza la calle más larga de Belgrado, el Bulevar kralja Aleksandra, mientras que Ulica Dečanska la une a la Plaza de la República.

## Historia
En la primera mitad del siglo XIX, la zona estaba deshabitada y dividida en dos por la carretera que conducía a Estambul, llamada popularmente "Calle del cañón de oro" (Ulica Zlatnog topa) debido al nombre de un restaurante cercano, a lo largo de la cual se situaba la mezquita turca más grande de la ciudad, la Batal džamija, demolida en 1869. La calle se llamó posteriormente Ullica Markova, debido a la Iglesia de San Marcos, que se situaba cerca.
Cuando se construyó todo el barrio de Terazije, en la segunda mitad del siglo XIX, también se construyeron en la zona de la plaza actual edificios de una o dos plantas, entre los cuales el antiguo Ayuntamiento que, durante la ocupación nazi fue sede de la Gestapo. Entre las dos guerras mundiales se construyeron nuevos edificios, entre ellos el del Banco Agrario (Agrarna banka) que, durante el período yugoslavo fue sede del Comité central del Partido Comunista, del periódico Vreme, el cine "Beograd"...

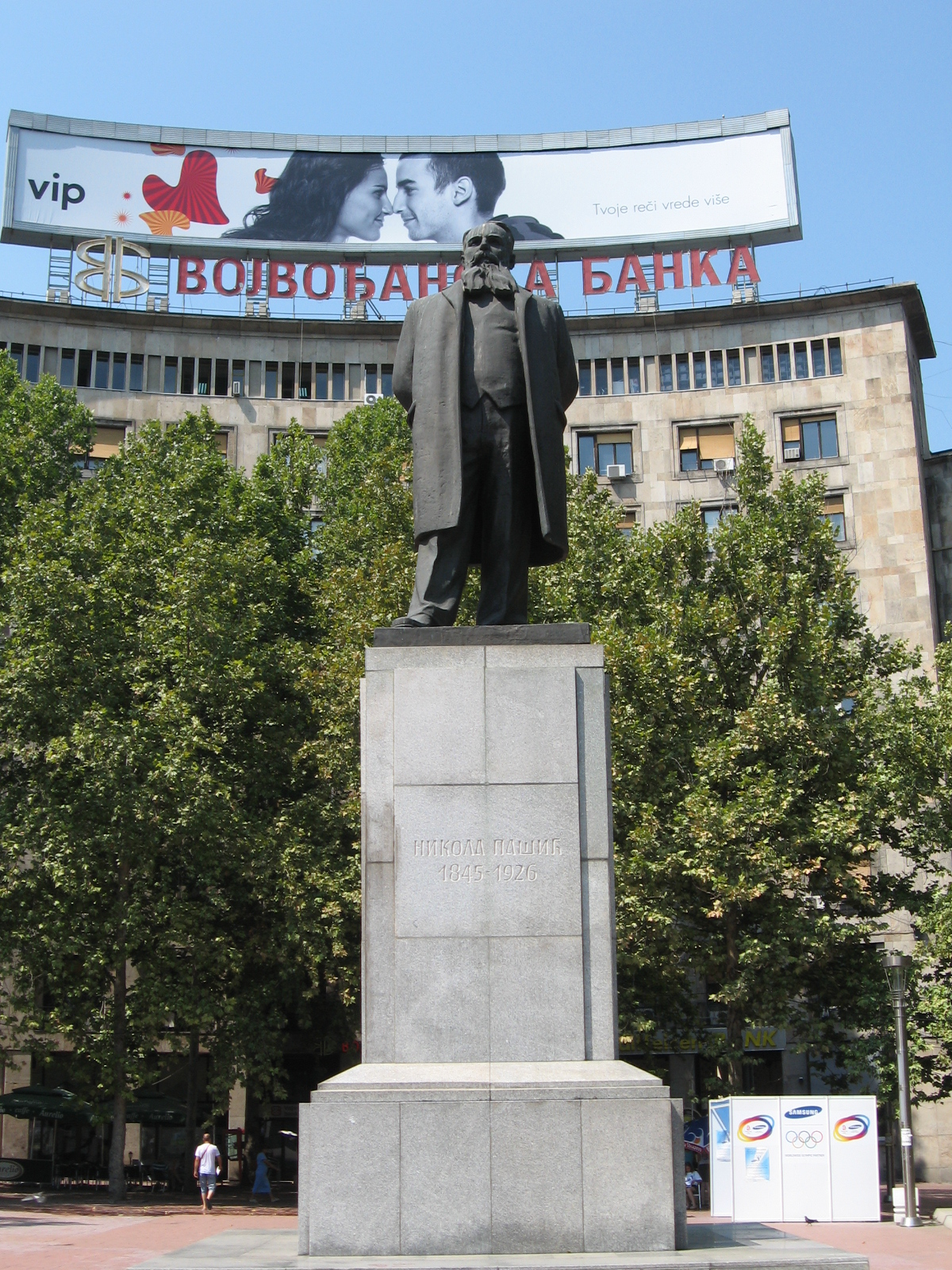
Monumento a Nikola Pašić.

Tras el final de la Segunda Guerra Mundial, con el plano regulador de 1948, se rediseñó toda la zona. Se demolieron las casas viejas y se abrió la plaza. Se construyeron varios edificios, entre ellos el nuevo Ayuntamiento. En el lado este, surgieron grandes construcciones que ocuparon parte de la antigua plaza Terazije; en el lado norte se construyó la sede del Sindicato en estilo realista socialista, delante del cual se colocó una gran fuente. La plaza se dedicó a Karl Marx y Friedrich Engels. También se trasladó la antigua estación del tranvía y se retiraron las vías que pasaban entre el Parlamento y el Parque de los Pioneros.
A finales de los años ochenta del siglo XX, con la caída del sistema político comunista, se cambiaron muchos topónimos de Belgrado, entre ellos la antigua Plaza de Marx y Engels, que se dedicó a Nikola Pašić, importante político de principios del siglo XX que fue varias veces Primer ministro entre 1891 y 1926. En 1989 se erigió en el centro de la plaza, detrás de la fuente, que mientras tanto había sido ampliada, una estatua que retrata al gran estadista.
Actualmente, la zona peatonal alrededor de la fuente y la estatua alberga mercados al aire libre de productos alimenticios, así como manifestaciones musicales o culturales. En invierno se transforma en una pista de patinaje.

## Edificios famosos

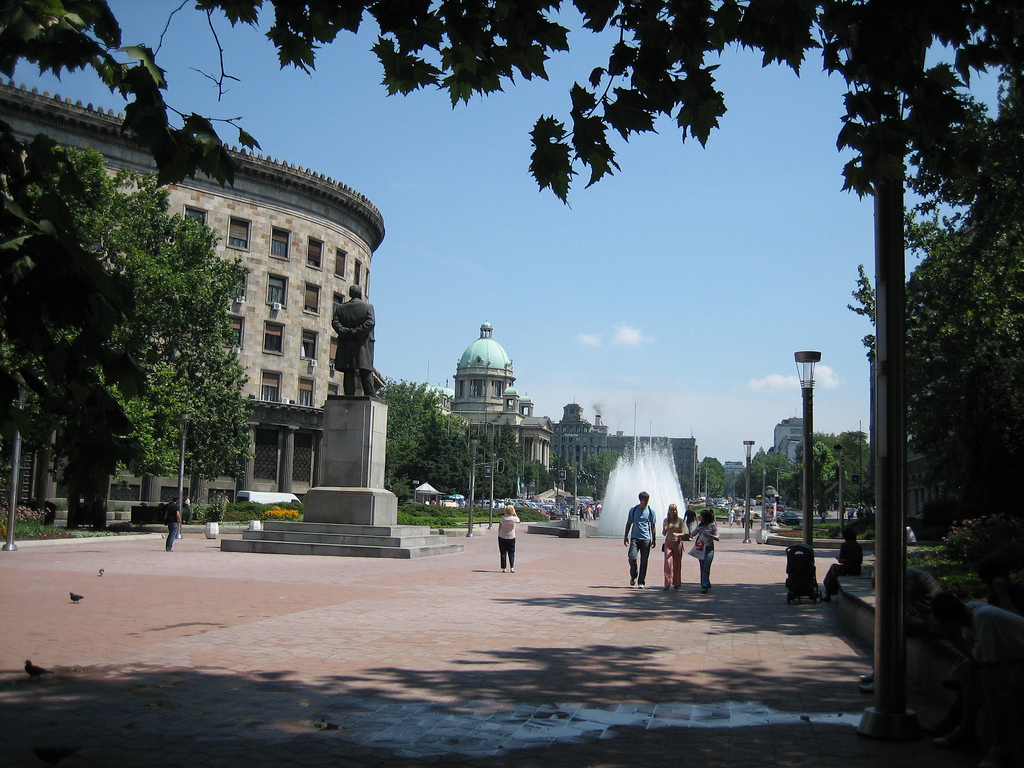
La Plaza Nikola Pašić.

En la Plaza Nikola Pašić y sus alrededores se encuentran edificios e instituciones importantes de la ciudad de Belgrado, entre ellos:
- El Parlamento Serbio;
- El Museo de Historia de Yugoslavia, instalado en la que fue sede de la Banca Agraria primero y luego del Partido Comunista;
- El Museo de Historia de Serbia;
- El Teatro de Terazije, considerado la Broadway de Belgrado;
- La Plaza comercial Bezistan, una plaza cubierta que une la Plaza Pašić a Terazije, actualmente ocupada por tiendas de recuerdos, considerada patrimonio cultural, por lo que está en proyecto de renovación;[2]
- El Ayuntamiento de Belgrado.